# Casino Militar Centroamericano
El Casino Militar Centroamericano fue un lugar para fiestas y reuniones que fue construida en 1906 en la ciudad salvadoreña de Santa Ana y cuya estructura yace en la actualidad en ruinas.

## Historia
Los planos del edificio fueron hechos por Pascacio Gonzáles y su construcción fue encomendada a la Sociedad Constructora Occidental. El hierro para la elaboración del casino provino de la Herrería nacional, mientras que la pintura y ornamentación estuvieron a cargo de Juan José Laínez. 
El Casino Militar fue inaugurado en noviembre de 1906 durante la presidencia del santaneco Pedro José Escalón, siendo el edificio propiedad de la Fuerza Armada de El Salvador y ocupado para fiestas y reuniones. Durante la Ofensiva general de 1981, durante la guerra civil de El Salvador, el interior del edificio fue destruido por un incendio que dejó únicamente las paredes de ladrillo, el armazón de hierro del techo y los cimientos de concreto.

## Diseño anterior al incendio
El Casino Militar Centroamericano antes de que su interior fuera destruido por un incendio contaba con dos pisos. El primer nivel estaba hecho con ladrillos romanos y contaba con dos grandes salones, diez piezas menores y contaba además con un salón en la esquina, dos baños y una escalinata que conducía al segundo nivel. En el segundo nivel se encontraba un salón para albergar militares, un esquinero, un salón de recepción y además contaba con corredores amplios y circulares, y con un patio ubicado bajo la rotonda que era sostenida por 32 columnas.